# カルボナーラ・ディ・ポー
カルボナーラ・ディ・ポー（伊: Carbonara di Po）は、イタリア共和国ロンバルディア州マントヴァ県に存在した、人口約1,200人の基礎自治体（コムーネ）。
2019年1月30日にボルゴフランコ・スル・ポーと合併してボルゴカルボナーラの一部となった。

## 地理

### 位置・広がり

#### 隣接コムーネ
コムーネとしてのカルボナーラ・ディ・ポーは、以下のコムーネと隣接していた。括弧内のROはロヴィーゴ県所属を示す。
- ベルガンティーノ (RO)
- ボルゴフランコ・スル・ポー
- カステルノーヴォ・バリアーノ (RO)
- マニャカヴァッロ
- セルミデ・エ・フェローニカ

### 気候分類
気候分類では、zona E, 2355 GGに分類される。

## 自然・環境
ポー川のかつての中洲である Isola Boscone は、ラムサール条約の定める「国際的に重要な湿地」に登録されている。イタリアのラムサール条約登録地一覧も参照。